# Where do we go
『Where do we go』（ウェア・ドゥ・ウィ・ゴー）は、1999年8月21日にSME Recordsから発売されたSKOOP（現：Skoop On Somebody）の3rdアルバム。

## 概要
- 現：Skoop On SomebodyがSKOOP名義で発表した最後のアルバム。
- ゲスト・ミュージシャンとしてcobaや本田雅人、DJ FUMIYAが参加。
- この作品が最後になるかもしれないという背水の陣で制作された。

## 収録曲
全作詞・作曲・編曲：SKOOP
1. 宙の地図
2. Luv Connection
3. 君なき日々
4. Over & Over
5. Actor
6. アマノガワ
7. Soul Shadow
8. Where do we go
9. Beautiful Day
10. 祈り

Secret Track
1. Amanogawa